# Minuartia tenella
Minuartia tenella är en nejlikväxtart som först beskrevs av Thomas Nuttall, och fick sitt nu gällande namn av Johannes Mattfeld. Minuartia tenella ingår i släktet nörlar, och familjen nejlikväxter. Inga underarter finns listade i Catalogue of Life.